# Meryl Benitah
Meryl Benitah, née le 12 juillet 1989, est une entrepreneuse française.
Elle crée à 25 ans, à la sortie de ses études, une entreprise nommée « La Boite Qui Cartonne », qui propose le stockage et la gestion des affaires personnelles,. 
Elle est nommée en 2015 parmi les « 100 femmes de l'année » par la BBC,.